# Johan Ludvig Holstein
Johan Ludvig lensgreve (von) Holstein (7. september 1694 på godset Lübz i Mecklenburg – 29. januar 1763) var en dansk lensgreve, statsembedsmand og statsminister af tysk herkomst. Blandt hans fortjenester er medvirken til etableringen af Videnskabernes Selskab. Han erhvervede sig området omkring Ledreborg, som i 1750 blev gjort til lensgrevskab, efter at han havde opført slottet nogle år forinden. Hans vinterbolig i København var Holsteins Palæ.
Carl, Frederik Vilhelm og Georg Frederik von Holstein var hans yngre brødre.

## Baggrund
Han var søn af Johann Georg von Holstein (død 1730) og Ida Frederikke Joachime, født Bülow. Han blev født på godset Lübz i Meklenburg, der tilhørte hans mormor, og hvor hans forældre opholdt sig på tidspunktet for fødslen.
Faren gav ham en omhyggelig opdragelse. Hans første lærer var den samme J.W. Schrøder, der siden blev lærer for Christian 6. og i længere tid var dennes rådgiver på det kirkelige område. Hans far præsenterede i 1711 Johan Ludvig Holstein for Frederik 4., der opholdt sig på Koldinghus, og senere sendte han ham til Hamborg, hvor han et år studerede hos den berømte polyhistoriske lærde J.A. Fabricius og hos den ligeledes højt ansete Hübner. Det følgende år studerede han i Kiel, men blev kaldt derfra for i en periode at være en del af Frederik 4.’s hofstat under felttoget 1712-13, og her blev Holstein udnævnt til kammerjunker. Han fik dog snart mulighed for at fortsætte sin uddannelse på forskellige universiteter og ved rejser i Holland, England, Frankrig og Tyskland.
I 1716 gik han i den dansk-norske stats tjeneste. Han prøvede først kræfter med diplomati, da han i slutningen af 1718 fulgte sin fjerne slægtning grev U. A. Holstein-Holsteinborg på en vigtig rejse til England, men hans karriere tog snart en anden retning. I slutningen af 1721 blev han hofmarskal hos kronprins Christian, og tre år senere blev han leder af Christians hofstats med titel af overkæmmerér. Han havde dermed opnået en høj stilling, mens hans far endnu var medlem af konseillet, og han blev på en måde sin fars kollega, idet han også blev tilforordnet i Missionskollegiet (9. juni 1727), hvor faren var præsident. Samme dag, som han fik plads i Missionskollegiet, blev han også førstedirektør for Vajsenhuset.
Med sin stilling under Frederik 4.'s regering fik Holstein en nær forbindelse til kronprinsen, og dette fik stor betydning for ham sidenhen. Selv om der er beretninger, der tyder på, at prinsen ikke altid var tilfreds med ham, havde han dog først og fremmest tillid til Holstein, og så snart han kom på tronen efter Frederik 4.s død, gav han ham den vigtige stilling som stiftamtmand over Sjællands Stift og amtmand over Københavns og Roskilde Amter (11. november 1730). Nogle år senere (18. januar 1732) blev Holstein også skoleherre for Herlufsholm, og 11. februar 1734 blev han gjort til deputeret for finanserne, ligesom han i slutningen af dette år indtog pladsen som præses i Missionskollegiet og patron for Vajsenhuset (17. december 1734).

## Under Christian VI
Christian 6. havde ud fra sit kendskab til Holstein sørget for at flytte ham fra hoffet til civile embedsstillinger, og kongen var så tilfreds med hans indsats her, at han besluttede sig for at optage ham i sit konseil. Der var ikke gået lang tid, efter at kong Christian var kommet på tronen, før han følte sig utilfreds med de mænd, som han oprindeligt havde udpeget som ministre. De to af dem, brødrene Plessen, var udtrådte af konseillet i 1733 og 1734, og Iver Rosenkrantz, der var det tredje vigtige medlem af konseillet og oversekretær både for danske og for tyske kancelli, var kongen så utilfreds med, at han ville have ham fjernet som chef for kancellierne.
Allerede i vinteren 1733-34 følte kongen sig for hos Holstein, om denne eventuelt ville være interesseret i at overtage stillingen som oversekretær i Danske Kancelli. I den forbindelse undersøgte han Holsteins loyalitet. Han søgte således at finde ud af, om Holstein ville informere ham om alt, hvad han hørte i kancelliet og konseillet, eller hvad der ellers kunne hjælpe ham, og om han ville gøre det uopfordret. Resultatet af hans undersøgelser må have været positive, for 12. maj 1735 afløste Holstein Rosenkrantz som oversekretær i danske kancelli og fik samtidig sæde i konseillet. Disse høje stillinger bevarede han helt til sin død, også efter at Frederik 5. besteg tronen ved Christian 6.'s død.
Kort efter hans udnævnelse til statsminister blev det meste af styrelsen af de kirkelige sager lagt ind under sit eget kollegium, det såkaldte General-Kirkeinspektionskollegium, og her blev Holstein præses (oktober 1737). Tre år senere afløste han Rosenkrantz som patron for universitetet (18. juli 1740). En del år senere blev han derudover udnævnt til 1. medlem af landvæsenskommissionen (26. november 1757). Han blev også Ridder af Dannebrog (1727), kammerherre (1731), gehejmeråd (1733), gehejmekonferensråd og modtager af l'union parfaite (1738), Ridder af Elefanten ved Frederik 5.’s kroning (1747), og i 1750 blev han udnævnt lensgreve til Ledreborg.

## Karakteristik og meritter
Når man betragter ovennævnte biografi, falder det i øjnene, at Holstein så længe fik mulighed for at sidde på sine høje poster. Det vidner om stor tillid til ham fra begge de konger, under hvem han virkede som minister. En lang række bevarede breve fra Christian 6. til ham underbygger denne opfattelse af et nært forhold mellem Holstein og Christian, der modsvarede kongens forhold til J.S. Schulin. De spørgsmål, som Christian 6. havde forelagt Holstein, inden han udnævnte ham til minister, havde måske nok kunnet give ham et indtryk af, at kongen var mistænksom, men senere kunne han glæde sig over stor tillid fra Christian. Kongen skrev til ham om stort og småt, undertiden om de største bagateller, der ikke havde det mindste med hans embedsvirksomhed at gøre; men han søgte også hans råd i spørgsmål, som drejede sig om vigtige forhold, der krævede god dømmekraft og diskretion.
Da planen om at få kronprins Frederik valgt til tronfølger i Sverige var slået fejl i 1743, overvejede kongen i en periode, om han ikke skulle forsøge at gennemtrumfe sønnens valg med våbenmagt, idet han forventede, at den svenske bondestand ville være på hans side. Imidlertid fik han samvittighedskvaler, om en sådan krig ville være retfærdig, og i den situation søgte han råd hos Holstein. Det var dog først og fremmest de sager, der hørte under Holstein som embedsmænd, der fyldte mest i kongens korrespondance med Holstein. Her optrådte denne dels som kongens rådgiver, dels som en slags ekspeditionssekretær for ham.
En lang række områder sorterede under Holstein i hans forskellige embedsstillinger. Som medlem af konseillet deltog han jævnlig i overvejelser om vigtige udenrigske spørgsmål og i forhandlinger med fremmede diplomater; men på dette område var hans indsats relativt ubetydelig. Han stod her i skyggen af først Schulin, siden af J.H.E. Bernstorff. Men der var forhold nok i andre retninger, hvor han udøvede stor indflydelse, særlig som oversekretær i kancelliet og som patron for universitetet. Således fremstår han som en betydelig skikkelse i det danske kancelli. Dette var efter Christian 6.'s tronbestigelse blevet reorganiseret som et virkeligt kollegium, efter at det i Frederik 4.’s sidste tid kun havde været et ekspeditionsbureau for konseillet, og Holstein forstod at sikre dets selvstændige betydning. Under hans ledelse forekom det jævnligt, at kancelliet udsendte erklæringer, der slet ikke havde været behandlet og godkendt i konseillet. Desuden afgjorde han også en række sager på egen hånd, selv om de egentlig krævede behandling af kancelliet. Det var dog ikke magtsyge, der lå bag hans egenrådige handlinger, og da den begavede Henrik Stampe under Frederik 5. blev generalprokurør i kancelliet, sørgede Holstein for at lade ham får passende indflydelse som kancelliets juridiske konsulent.
Holstein selv var muligvis ikke en blændende begavelse, men han var arbejdsom og havde et pragmatisk syn på sagerne, passede sit arbejde på de forskellige områder samvittighedsfuldt og med betydelig arbejdsindsats. Han kunne godt optræde myndigt, men hans embedsførelse var tillige præget af humanitet. Et af hans gode træk var således hans ønske om i en del tilfælde at få sager afgjort med det gode, inden de kom til kongens kundskab. Som eksempel kan nævnes, at da en præst havde fornærmet biskop Peder Hersleb, opfordrede Holstein ham til at bede om tilgivelse hos bispen, og hans irettesættelse fik i den forbindelse et vist faderligt, mildt udtryk, da han afsluttede med følgende ord: ”Så har jeg i Henseende, at jeg i mange år har kendt Deres salige far for en kristelig og retsindig Præstemand og fremdeles gerne så hans Børn konserverede, villet give Deres Ærværdighed dette mit velmenende Råd.”
I en biografi om Holstein nævnes det, at han manglede ”Belevenhed i det udvortes Væsen”, hvilket dog ikke hindrede ham i at gøre ham både yndet og agtet af dem, der kom i forbindelse med ham. Både Kofod Ancher og Hielmstierne beskrev efter hans død hans personlighed med med pæne ord, og Ludvig Holberg, der ikke skyldte ham noget som helst, har karakteriseret ham som den, der ”stedse var den samme, udi Storm og Stilhed, udi Regn og Solskin, der talte lidt og tænkte des mere, var sanddru og ordholden og intet lovede, uden hvad han agtede at holde, som hørte alle Forslag, men som drøftede og reformerede dem nøje, førend de af ham underskreves, som ved egen klog og ordentlig økonomi viste, hvorledes en offentlig husholdning kunne føres, som underhavende frygtede og tilligemed venererede og elskede”.
Det er blevet hævdet, at Holsteins udnævnelse til minister hang sammen med, at han på grund af sine pietistiske meninger havde sympati hos dronning Sophie Magdalene og hendes moder, den gamle markgrevinde. Dette forhold er imidlertid ikke underbygget, men sikkert var det, at Holstein var stærkt religiøs. Han holdt daglig husandagt sammen med sine tjenestefolk, og på sine ældre dage lærte han græsk for at kunne læse Det Nye Testamente på originalsproget. Hans pietistiske anskuelse passede godt til Christian 6.'s holdning til kirkeforhold. Også fra Frederik 5.’s tid er der episoder, som viser, at han havde forkærlighed for præster med pietistiske meninger. Trods sin religiøsitet tog han sig dog også af verdslige forhold. Han var en fortræffelig skoleleder på Herlufsholm, hvor alt var i forfald, da han kom i spidsen for stiftelsen, men her sørgede han for grundige forbedringer på alle punkter.
Også som universitetets patron passede han sine pligter. Han overværede flere gange endda professorernes forelæsninger, og han gjorde sig den ulejlighed at kontrollere studenternes disputatser. Dette gav et ret ubehageligt resultat og førte til, at han anbefalede konsistorium at sørge for forbedringer. For Holstein var det nemlig vigtigt at få at vide, hvilke studenter man kunne vente sig noget godt af. Omsorgen for universitetets forhold skyldtes, at han som ung havde fået en udmærket uddannelse, og at han bevarede sine videnskabelige interesser gennem hele livet. Han interesserede sig ikke blot for teologien, men han beskæftigede sig også med filosofi. F.eks. studerede han Francis Bacon, en forfatter, man ikke på forhånd skulle have troet, at han kunne være specielt interesseret i. Blandt hans helt store interesser var imidlertid historie og de fag, der grænsede op hertil, som geografi, genealogi og heraldik. Han støttede således på forskellige måder lovende studenter under deres videnskabelige uddannelse, og han brevvekslede med betydelige videnskabsmænd i udlandet som  Fabricius, Johann Lorenz von Mosheim og Johann Matthias Gesner. Holstein var selv en ivrig bogsamler, og opnåede en samling på ca. 20.000 bind (foruden 10.000 bind disputatser og 1.000 håndskrifter), heriblandt mange inkunabler og kobberstikværker. Han havde selv opkøbt samlinger, f.eks. store dele af teologen Johannes Melchiors og biskop Peder Herslebs efterladte bogsamlinger. Holsteins bogsamling blev solgt på auktioner i henholdsvis 1804 og 1812, og store dele, bl.a. Bibel- og Luther-samlingen blev købt af det Kongelige Bibliotek. Håndskriftsamlingen blev på Ledreborg indtil 1925 hvor den blev skænket til det Kongelige Bibliotek.
Vigtigere var det måske, at han havde et nært personligt forhold til nogle af vore egne mest fremragende historikere, særlig med Andreas Hojer og Hans Gram. Hojer samarbejdede han også med i kancelliet og i Generalkirkeinspektionskollegiet, hvilket nok var den vigtigste grund til deres forhold. Forbindelsen med Gram havde derimod stor betydning for dansk videnskab. Kongen havde udnævnt dem begge til en kommission, der skulle gennemgå hans medaljesamling og sørge for udarbejdelsen af en katalog over den, og via deres samarbejde her tog de initiativ til oprettelsen af Videnskabernes Selskab. Den første tanke hertil kom så vidt vides fra Gram, der ønskede at få stiftet et selskab efter svensk forbillede, hvor man havde et såkaldt antikvitetskollegium. Holstein forelagde ideen for kongen, og da denne varmt bakkede ideen op, blev Videnskabernes Selskab stiftet 13. november 1742. Her som i andre situationer var Holsteins indflydelse hos kongen af stor betydning, og den levende interesse, han havde vist for selskabets stiftelse, bevarede han for det, så længe han levede. Han var præsident for selskabet, der også afholdt sine møder i hans hus.
En af de første vigtige beslutninger, der blev truffet om dette selskabs virksomhed, var, at dets skrifter skulle udgives på dansk. Dette støttede Holstein helhjertet, hvilket er bemærkelsesværdigt, da han var tyskfødt, men i tidens løb var han kommet til at føle sig som dansk.

## Ledreborg
Han valgte danske løsninger i alle henseender. Således valgte han sin hustru blandt de gamle danske adelsfamilier, og han blev i 1733 gift med Hedevig Vind. Desuden solgte han sine familieejendomme i Mecklenburg og afbrød derved effektivt sine bånd til sit fødeland. I stedet ønskede han at blive jordbesidder i Danmark, og det lykkedes ham ved, hvad han tjente som vellønnet embedsmand, og ved salget dels af de meklenborgske ejendomme, dels af sin hustrus herregårde i Vendsyssel at samle så meget, at han kunne købe Lejregård og tilstødende landejendomme. Med basis heri blev stamhuset Ledreborg oprettet, og det blev i 1750 gjort til et lensgrevskab.
Holstein var meget glad for at opholde sig på Ledreborg, og han byggede en smuk hovedbygning efter tidens mode og anlagde en prægtig have med springvand, alleer og et slags vandfald. Der fandtes i denne have som et udtryk for hans historiske sans et såkaldt ”historisk og genealogisk peripatetisk Akademi”, hvor der ved alleer var dannet et slags genealogiske tabeller over de danske, norske og engelske kongefamilier med hver enkelt regents navn, fødsels- og dødsår samt vigtigste bedrifter indhuggede i stenstøtter. Desuden fandtes der statuer i legemsstørrelse af de mest centrale heriblandt samt brystbilleder af de oldenborgske konger. Et andet og betydningsfuldt minde om hans åndelige interesser efterlod han sig i form af et bibliotek på 20.000 bind og en håndskriftsamling, der indeholder talrige aktstykker af stor interesse.
Holstein var gift med Hedevig Vind (14. februar 1707 i København – 3. juli 1756 sammesteds), datter af amtmand, oberstløjtnant, senere etatsråd Christian Vind (1664-1712) til Vrejlev Kloster og Fuglsig og Elisabeth Juel (1678-1741). De havde 3 børn.

## Gravsted
Han stiftede 23. februar 1751 Holsteins Legat til vedligeholdelse af familiegrave i Holsteins Kapel i Vrejlev Kirke. Selv blev han begravet i Vor Frue Kirke i København, men efter Københavns bombardement 1807 blev hans og hustruens sarkofager 1810 overført til en gravhøj ved Ledreborg.

## Gengivelser
Der findes malerier af Carl Gustaf Pilo på Frederiksborgmuseet, Herlufsholm, Ledreborg og i Göteborg Museum. Stik derefter af O.H. de Lode 1757. Malerier af Ulrich Ferdinandt Beenfeldt på Brahetrolleborg 1763 og Ledreborg 1754. Maleri af Marcus Tuscher på Ledreborg. Medalje af Johan Henrik Wolff 1764. Stik derefter 1766. Miniature på Frederiksborgmuseet. Gouachemaleri på Ledreborg.